# 良川昌美
良川 昌美（よしかわ まさみ、1960年1月25日 - ）は、大阪府出身の元プロ野球選手（投手、右投右打）・審判員。審判員としての現役時代の審判員番号は17。

## 経歴
大阪市立淀商業高等学校から1977年のドラフト5位指名でクラウンライターライオンズに入団。ライオンズ時代は一軍登板はなく、1981年11月に自由契約となり近鉄バファローズに移籍。ライオンズ時代はオーバースローだったが、近鉄移籍後はサイドスローに転向した。1988年に現役引退。
1989年にパシフィック・リーグ審判部入局。1991年、ジム・エバンス審判学校にて1年間の研修を受けた。2016年終了時点での出場試合は1519試合。2000年のオールスターゲームに出場し、第3戦（長崎県営野球場）で球審を務めた。2009年、2回目のオールスターゲーム出場。
2009年、2009 ワールド・ベースボール・クラシックの審判員として中村稔、友寄正人、渡田均らと派遣され、1次ラウンドC組の一塁、三塁塁審を務める。同年、福岡Yahoo!JAPANドームでの福岡ソフトバンクホークス対オリックス・バファローズ19回戦にて二塁塁審を担当して1000試合出場を達成。
2009年の第2回ワールド・ベースボール・クラシックに派遣され、オンタリオ州トロントで行われた1次ラウンドC組の4試合に出場した。
2010年、日本シリーズ初出場を果たす。
2016年8月9日、京セラドーム大阪でのオリックス対ソフトバンク16回戦で一塁塁審を務め、史上91人目となる通算1500試合出場を達成した。
2016年シーズン限りで現役引退、そして翌年から審判技術委員に就任した。役職名変更により2021年からはスーパーバイザーとなり、2022年をもって退任した。
2023年2月3日に学生野球資格を回復した。

## 人物
2007年7月17日の千葉ロッテマリーンズ対オリックス・バファローズで球審を務めたが、3回表に打者タフィ・ローズが内角に投じられたボールを巡って捕手里崎智也に殴りかかり、両軍入り混じる乱闘に発展。これによって当事者のローズと乱闘で殴り合いとなったオリックスのジョン・ディーバス打撃コーチ、ロッテの高橋慶彦走塁コーチの3人を退場処分とし、警告試合を宣告する事態となった。なおこの試合では1回にロッテの先発投手清水直行がオリックスのグレッグ・ラロッカに死球を与え、さらにこの乱闘の直前には両者が一塁ベース上で交錯し、両チームに険悪な雰囲気が漂っていた。
2010年9月19日、通算400号に王手をかけた小久保裕紀のポール際の打球に対してビデオ判定を行わなかったことについて物議を醸した。

## 詳細情報

### 年度別投手成績
| 年 度     | 球 団     | 登 板 | 先 発 | 完 投 | 完 封 | 無 四 球 | 勝 利 | 敗 戦 | セ 丨 ブ | ホ 丨 ル ド | 勝 率 | 打 者 | 投 球 回 | 被 安 打 | 被 本 塁 打 | 与 四 球 | 敬 遠 | 与 死 球 | 奪 三 振 | 暴 投 | ボ 丨 ク | 失 点 | 自 責 点 | 防 御 率 | W H I P |
| --------- | --------- | ----- | ----- | ----- | ----- | -------- | ----- | ----- | -------- | ----------- | ----- | ----- | -------- | -------- | ----------- | -------- | ----- | -------- | -------- | ----- | -------- | ----- | -------- | -------- | ------- |
| 1983      | 近鉄      | 23    | 0     | 0     | 0     | 0        | 1     | 1     | 0        | --          | .500  | 223   | 51.1     | 43       | 6           | 33       | 1     | 6        | 22       | 0     | 0        | 28    | 23       | 4.03     | 1.48    |
| 1984      | 近鉄      | 15    | 0     | 0     | 0     | 0        | 0     | 4     | 0        | --          | .000  | 136   | 32.2     | 30       | 5           | 10       | 1     | 2        | 20       | 0     | 0        | 20    | 17       | 4.68     | 1.22    |
| 1985      | 近鉄      | 1     | 0     | 0     | 0     | 0        | 0     | 0     | 0        | --          | ----  | 21    | 4.1      | 7        | 3           | 2        | 0     | 0        | 1        | 0     | 0        | 4     | 4        | 8.31     | 2.08    |
| 通算：3年 | 通算：3年 | 39    | 0     | 0     | 0     | 0        | 1     | 5     | 0        | --          | .167  | 380   | 88.1     | 80       | 14          | 45       | 2     | 8        | 43       | 0     | 0        | 52    | 44       | 4.48     | 1.42    |

### 記録
- 初登板：1983年4月30日、対阪急ブレーブス戦（阪急西宮球場）、4回に3番手として救援登板、3回2失点
- 初勝利：1983年6月11日、対阪急ブレーブス戦（日本生命球場）、5回に2番手として救援登板、3回無失点

### 背番号
- 50（1978年 - 1981年）
- 63（1982年 - 1988年）

## 審判出場記録
- 初出場：1990年9月22日、オリックス・ブレーブス対ロッテオリオンズ3回戦（阪急西宮球場）、左翼外審。
- 出場試合数：1519試合（パ・リーグ1214、セ・リーグ177、交流戦108、日本シリーズ5、オールスター5、クライマックスシリーズ10）
- オールスターゲーム出場：2回（2000年、2009年）
- 日本シリーズ出場：1回（2010年）

（記録は2016年シーズン終了時）

## 表彰
- 審判員奨励賞：1回（2009年）

（記録は2016年シーズン終了時）